# 廣漢聯合遺址
广汉联合遗址是位於中華人民共和國四川省广汉市南丰镇联合村1组的一個考古遺址，计划发掘面积7000平方米，距離三星堆遗址约8公里。2019年10月开始，四川省文物考古研究院、德阳市文物考古研究所和广汉市文物管理所等對其進行考古挖掘。該遺址經研究為新石器、商周、秦汉、魏晋、唐宋和明清时期的灰坑、墓葬、窑址等遗迹，出土不少陶器、瓷器、石器等。